# Пономарёва-Коржевская, Вероника Александровна
Вероника Александровна Пономарёва-Коржевская (родилась 27 декабря 1982, в самолёте, экстренно посаженном в городе Харьков) — российский  художник, режиссёр, поэт, сооснователь национальной платформы художники.рф

## Образование
В 2005 г. окончила Московскую Академию Живописи по специальности монументальная живопись (Мастерская В. А. Кулакова), преподаватели Алимов С. А., Кузнецов А.В).
Получила дополнительное образование по специальности иконопись.
Училась в аспирантуре Факультета Искусств МГУ. В 2017 г. окончила высшие литературные курсы литературного института им. А. М. Горького по специальности литературное творчество и поэзия, Мастерская Арутюнова С. С.).
В 2018 г. окончила Высшие курсы режиссёров и сценаристов (Мастерская Хотиненко В. И., Павла Финна, Владимира Фенченко).

## Выставки
Первая персональная выставка «Тессеракт» состоялась в галерее современного искусства «Триумф» в 2005 году. В 2009 году состоялась персональная выставка «Красота» в Московском музее современного искусства.
Вероника Александровна Пономарёва-Коржевская участник множества групповых выставок и биеннале современного искусства, в том числе Венецианского биеннале современного искусства. Работы художницы размещены в галерее Ruarts. Самая дорогая продажа картины художницы произошла на площадке  аукционного  дома PHILLIPS.
Автор и куратор всероссийского художественного проекта "Красота. Города, " целью которого было преображение архитектуры российских городов с помощью инструментов современного искусства. Куратор креативной концепции ребрендинга аэропорта Шереметьево.
В марте  2021 избрана на пост заместителя председателя правления федерации креативных индустрий.
Автор художественной мультимедийной выставки "Лики Марии-Образы Света", 2022.
Сооснователь Национальной платформы для художников  Artists.ru / Художники.рф 

## Фильмография
2011 «Я сама» — короткий метр — режиссёр, сценарист, художник.
2012 «Vera’s last day» — короткий метр — режиссёр, сценарист, художник.
2012 «Love song for granny» — музыкальное видео, режиссёр.
2013 «Красота» — музыкальное видео для группы «Лермонт» — режиссёр, художник.
2016 «Притяжение» — художественный фильм Ф. С. Бондарчука — художник по костюму.
2018 «Путь», документальный фильм — режиссёр, сценарист, художник.
2021  «По ту сторону виноградника» -режиссер, сценарист, художник, продюсер.
2024 «Константин Ярошенко- Гудбай, Америка»- режиссер, сценарист. 
2025 «Где ты?» , режиссёр    

## Публикации
2014 Сборник стихов «Вера-вода», издательство ЗАО «ВПО».
2022 Русский культурный код. Беседы с героями современной культуры, издательство Никея.